# Euploea tobleri
Euploea tobleri är en fjärilsart som beskrevs av Semper 1878. Euploea tobleri ingår i släktet Euploea och familjen praktfjärilar. IUCN kategoriserar arten globalt som nära hotad. Inga underarter finns listade i Catalogue of Life.